# NGC 6887
NGC 6887 is een spiraalvormig sterrenstelsel in het sterrenbeeld Telescoop. Het hemelobject werd op 24 juli 1835 ontdekt door de Britse astronoom John Herschel.

## Synoniemen
- ESO 186-27
- AM 2013-525
- IRAS 20135-5257
- PGC 64427